# Stilla (slak)
Stilla is een geslacht van weekdieren uit de klasse van de Gastropoda (slakken).

## Soorten
- Stilla anomala Powell, 1955
- Stilla delicatula Powell, 1927
- Stilla fiordlandica C. Fleming, 1948
- Stilla flexicostata (Suter, 1899)
- Stilla paucicostata Powell, 1937